# Bezirk Cottbus

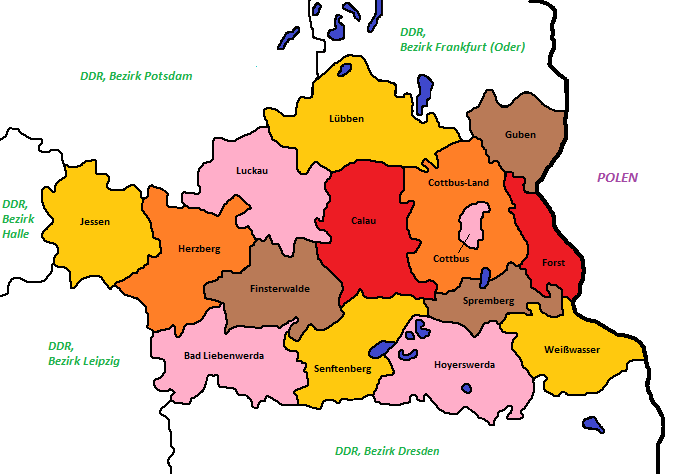
Kreise und Stadtkreise (1957)

Der Bezirk Cottbus wurde 1952 nach Auflösung der Länder in der DDR als einer von insgesamt 14 Bezirken eingerichtet. Der Süden des Landes Brandenburg, ein Teil des Landes Sachsen-Anhalt mit den Kreisen Jessen, Herzberg und Bad Liebenwerda sowie die sächsischen Kreise Hoyerswerda und Weißwasser wurden in den Bezirk Cottbus eingegliedert. Er entsprach etwa der Region Niederlausitz.

## Verwaltungsgliederung
Der Bezirk umfasste den Stadtkreis Cottbus (ab dem 1. März 1954) sowie die nachfolgenden Landkreise. Für die Kreise, die zum Siedlungsgebiet der Sorben gehörten, ist jeweils auch die sorbische Bezeichnung angegeben. 
1. Kreis Bad Liebenwerda
2. Kreis Calau (sorbisch Wokrejs Kalawa)
3. Kreis Cottbus-Land (sorb. Wokrejs Chóśebuz)
4. Kreis Finsterwalde
5. Kreis Forst (sorbisch Wokrejs Baršć)
6. Kreis Guben (sorbisch Wokrejs Gubin)
7. Kreis Herzberg
8. Kreis Hoyerswerda (sorbisch Wokrjes Wojerecy)
9. Kreis Jessen
10. Kreis Luckau
11. Kreis Lübben (sorbisch Wokrejs Lubin)
12. Kreis Senftenberg (sorbisch Wokrejs Zły Komorow)
13. Kreis Spremberg (sorbisch Wokrejs Grodk)
14. Kreis Weißwasser (sorbisch Wokrjes Běła Woda)

1990 wurden die Länder auf dem Gebiet der DDR wieder eingeführt und die Bezirke aufgelöst. Der größte Teil des Bezirkes Cottbus ging im Land Brandenburg auf. Die Landkreise Hoyerswerda und Weißwasser kamen durch einen Volksentscheid zum Freistaat Sachsen, der Kreis Jessen zum Land Sachsen-Anhalt.

## Regierungs- und Parteichefs

### Vorsitzende des Rates des Bezirkes
- 1952–1959: Werner Manneberg (1923–2000)
- 1959–1962: Heinz Krüger (1919–2015)
- 1962–1962: Rudolf Müller (kommissarisch) (* 1911)
- 1962–1971: Hans Schmidt (1915–1995)
- 1971–1989: Irma Uschkamp (1929–2014)
- 1989–1990: Peter Siegesmund (1940–2021)
- 1990–1990: Karl-Heinz Kretschmer (Regierungsbevollmächtigter, * 1948)

### Erste Sekretäre der SED-Bezirksleitung
- 1952–1953: Franz Bruk (1923–1996)
- 1953–1969: Albert Stief (1920–1998)
- 1969–1989: Werner Walde (1926–2010)
- 1989–1990: Wolfgang Thiel (* 1948)

## Bevölkerung
- 1950: 803.798
- 1960: 807.840
- 1971: 861.061

### Stadtkreis Cottbus (seit 1954)
- 1950: 60.874
- 1962: 67.733
- 1971: 82.897

Fläche des Bezirks: 8.262 km², Fläche des Stadtkreises Cottbus: 51 km²

## Wappen
Durch die Siegelordnung der DDR vom 28. Mai 1953 verloren alle regionalen Wappen ihre Bedeutung als Marke, bzw. Siegel. Jedoch wurden die Wappen der Städte und Kreise weiterhin an Gebäuden, oder in Publikationen verwendet, ohne eine amtliche Funktion zu erfüllen. Das in einigen Büchern verwendete Wappen des Bezirkes Cottbus zeigt in Wirklichkeit das Wappen der Stadt Cottbus. Amtlich war das Siegelwappen der DDR. Erst durch die Kommunalverfassung der DDR vom 17. Mai 1990 konnten Gemeinden und Kreise erstmals wieder ausdrücklich Wappen führen und als Siegel verwenden.